# クリストファー・ボイズ
クリストファー・ボイズ（Christopher Boyes）は、アメリカ合衆国のレコーディング・エンジニアである。1991年より70本以上の映画にクレジットされ、アカデミー賞を4回受賞した。
サンフランシスコ州立大学映画学部を卒業しており、現在スカイウォーカー・サウンドで働ている。

## 主なフィルモグラフィ
- バックドラフト Backdraft (1991)  - フォーリーレコーディスト
- ターミネーター2 Terminator 2: Judgment Day (1991)  - フォーリーレコーディスト
- ルームメイト Single White Female (1992)  - フォーリーレコーディスト
- ジュラシック・パーク Jurassic Park (1993) - アシスタントサウンドデザイン&フォーリーレコーディスト
- ミセス・ダウト Mrs. Doubtfire (1993) - フォーリーレコーディスト
- 赤ちゃんのおでかけ Baby's Day Out (1994) - アシスタントサウンドデザイン&フォーリーレコーディスト
- キャスパー Casper (1995)  -  アシスタントサウンドデザイン
- ブロークンアロー Broken Arrow (1996) - サウンドデザイン
- ジャイアント・ピーチ James and the Giant Peach (1996) - アシスタントサウンドデザイン
- ミッション:インポッシブル Mission: Impossible (1996) - サウンドデザイン
- ザ・ロック The Rock (1996) - サウンドデザイン
- ロスト・ワールド/ジュラシック・パーク The Lost World: Jurassic Park (1997) - アシスタントサウンドデザイン
- コン・エアー Con Air (1997) - サウンドデザイン
- タイタニック Titanic (1997) - サウンドデザイン
- アルマゲドン Armageddon (1998) - サウンドデザイン
- エネミー・オブ・アメリカ Enemy of the State (1998) - サウンドデザイン
- ダイナソー Dinosaur (2000) - サウンドデザイン&リレコーディングミキサー&スーパーバイジングサウンドエディター
- タイタンA.E. Titan A.E. (2000) - サウンドデザイン&リレコーディングミキサー
- パール・ハーバー Pearl Harbor (2001) - サウンドデザイン&リレコーディングミキサー&スーパーバイジングサウンドエディター
- ジュラシック・パークIII Jurassic Park III (2001) - サウンドデザイン&リレコーディングミキサー&スーパーバイジングサウンドエディター
- ロード・オブ・ザ・リング The Lord of the Rings: The Fellowship of the Ring (2001) - リレコーディングミキサー
- リロ・アンド・スティッチ Lilo & Stitch (2002) - サウンドデザイン&リレコーディングミキサー&スーパーバイジングサウンドエディター
- ロード・オブ・ザ・リング/二つの塔 The Lord of the Rings: The Two Towers (2002) - リレコーディングミキサー
- パイレーツ・オブ・カリビアン/呪われた海賊たち Pirates of the Caribbean: The Curse of the Black Pearl (2003) - サウンドデザイン&リレコーディングミキサー&スーパーバイジングサウンドエディター
- ロード・オブ・ザ・リング/王の帰還 The Lord of the Rings: The Return of the King (2003) - リレコーディングミキサー
- キャットウーマン Catwoman (2004) - サウンドデザイン
- ミリオンダラー・ベイビー Million Dollar Baby (2004) - リレコーディングミキサー
- キング・コング King Kong (2005) - リレコーディングミキサー
- パイレーツ・オブ・カリビアン/デッドマンズ・チェスト Pirates of the Caribbean: Dead Man’s Chest (2006) - サウンドデザイン&リレコーディングミキサー&スーパーバイジングサウンドエディター
- パイレーツ・オブ・カリビアン/ワールド・エンド Pirates of the Caribbean: At World's End (2007) - サウンドデザイン&リレコーディングミキサー&スーパーバイジングサウンドエディター
- アイアンマン Iron Man (2008) - サウンドデザイン&リレコーディングミキサー&スーパーバイジングサウンドエディター
- ラブリーボーン The Lovely Bones (2009) - サウンドデザイン&リレコーディングミキサー
- アバター Avatar (2009) - サウンドデザイン&リレコーディングミキサー&スーパーバイジングサウンドエディター
- アイアンマン2 Iron Man 2 (2010) - サウンドデザイン&リレコーディングミキサー&スーパーバイジングサウンドエディター
- トロン: レガシー Tron: Legacy (2010) - サウンドデザイン&リレコーディングミキサー
- ランゴ Rango (2011) - リレコーディングミキサー
- パイレーツ・オブ・カリビアン/生命の泉 Pirates of the Caribbean: On Stranger Tides (2011) - サウンドデザイン&リレコーディングミキサー
- カウボーイ & エイリアン Cowboys & Aliens (2011) - サウンドデザイン&リレコーディングミキサー
- タンタンの冒険/ユニコーン号の秘密 The Adventures of Tintin (2011) - リレコーディングミキサー
- アベンジャーズ Avengers (2012) - サウンドデザイン&リレコーディングミキサー&スーパーバイジングサウンドエディター

## 受賞歴
| 賞           | 年   | 部門           | 作品名                                                  | 結果       |
| ------------ | ---- | -------------- | ------------------------------------------------------- | ---------- |
| アカデミー賞 | 1997 | 音響効果編集賞 | 『タイタニック』                                        | 受賞       |
| アカデミー賞 | 2001 | 音響編集賞     | 『パール・ハーバー』                                    | 受賞       |
| アカデミー賞 | 2001 | 録音賞         | 『ロード・オブ・ザ・リング』                            | ノミネート |
| アカデミー賞 | 2002 | 録音賞         | 『ロード・オブ・ザ・リング/二つの塔』                   | ノミネート |
| アカデミー賞 | 2003 | 音響編集賞     | 『パイレーツ・オブ・カリビアン/呪われた海賊たち』       | ノミネート |
| アカデミー賞 | 2003 | 録音賞         | 『パイレーツ・オブ・カリビアン/呪われた海賊たち』       | ノミネート |
| アカデミー賞 | 2003 | 録音賞         | 『ロード・オブ・ザ・リング/王の帰還』                   | 受賞       |
| アカデミー賞 | 2005 | 録音賞         | 『キング・コング』                                      | 受賞       |
| アカデミー賞 | 2006 | 音響編集賞     | 『パイレーツ・オブ・カリビアン/デッドマンズ・チェスト』 | ノミネート |
| アカデミー賞 | 2006 | 録音賞         | 『パイレーツ・オブ・カリビアン/デッドマンズ・チェスト』 | ノミネート |
| アカデミー賞 | 2008 | 音響編集賞     | 『アイアンマン』                                        | ノミネート |
| アカデミー賞 | 2009 | 音響編集賞     | 『アバター』                                            | ノミネート |
| アカデミー賞 | 2009 | 録音賞         | 『アバター』                                            | ノミネート |
| アカデミー賞 | 2013 | 録音賞         | 『ホビット 竜に奪われた王国』                           | ノミネート |
| アカデミー賞 | 2022 | 録音賞         | 『アバター:ウェイ・オブ・ウォーター』                   | ノミネート |